# Torre Troitskaya
La Torre Troitskaya ( en ruso: Троицкая башня, literalmente Torre de la Trinidad ) es una torre con un pasaje en el centro del muro noroeste del Kremlin de Moscú, que domina el Jardín Alejandro . 
La Torre Troitskaya fue construida entre 1495 y 1499 por el arquitecto italiano Aloisio da Milano (conocido en Rusia como Aleviz Fryazin Milanets ). La torre ha recibido varios nombres, incluidos Rizopolozhenskaya, Znamenskaya y Karetnaya. Recibió su nombre actual en 1658 de la posada Troitskaya (Троицкое подворье) en el Kremlin. El sótano de dos pisos de la torre albergó una prisión en los siglos XVI y XVII. Está el Puente Troitsky, que está protegido por la Torre Kutafia y conduce a las puertas de la Torre Troitskaya. También hubo un reloj en lo alto de la torre entre 1585 y 1812. En 1707, debido a la amenaza de invasión sueca, las ranuras para armas de la Torre Troitskaya se ampliaron para albergar cañones pesados. En 1935, los soviéticos instalaron una estrella roja en lo alto de la Torre Troitskaya. Antes del dominio soviético, la torre tenía un icono de la Santísima Trinidad en lo alto de su cara exterior. Debido a que esta torre era la entrada formal para los grandes congresos del Partido Comunista, el ícono fue eliminado por completo en lugar de simplemente enlucido como los de las Torres Spasskaya y Nikolskaya.
La Torre Troitskaya es  la torre más alta del Kremlin de Moscú. Su altura actual en el lado del Jardín Alexander junto con la estrella es 80 metros (87,5 yd) .  Hoy en día, la puerta de la torre es la entrada principal de visitantes al Kremlin.     